# Pisolito

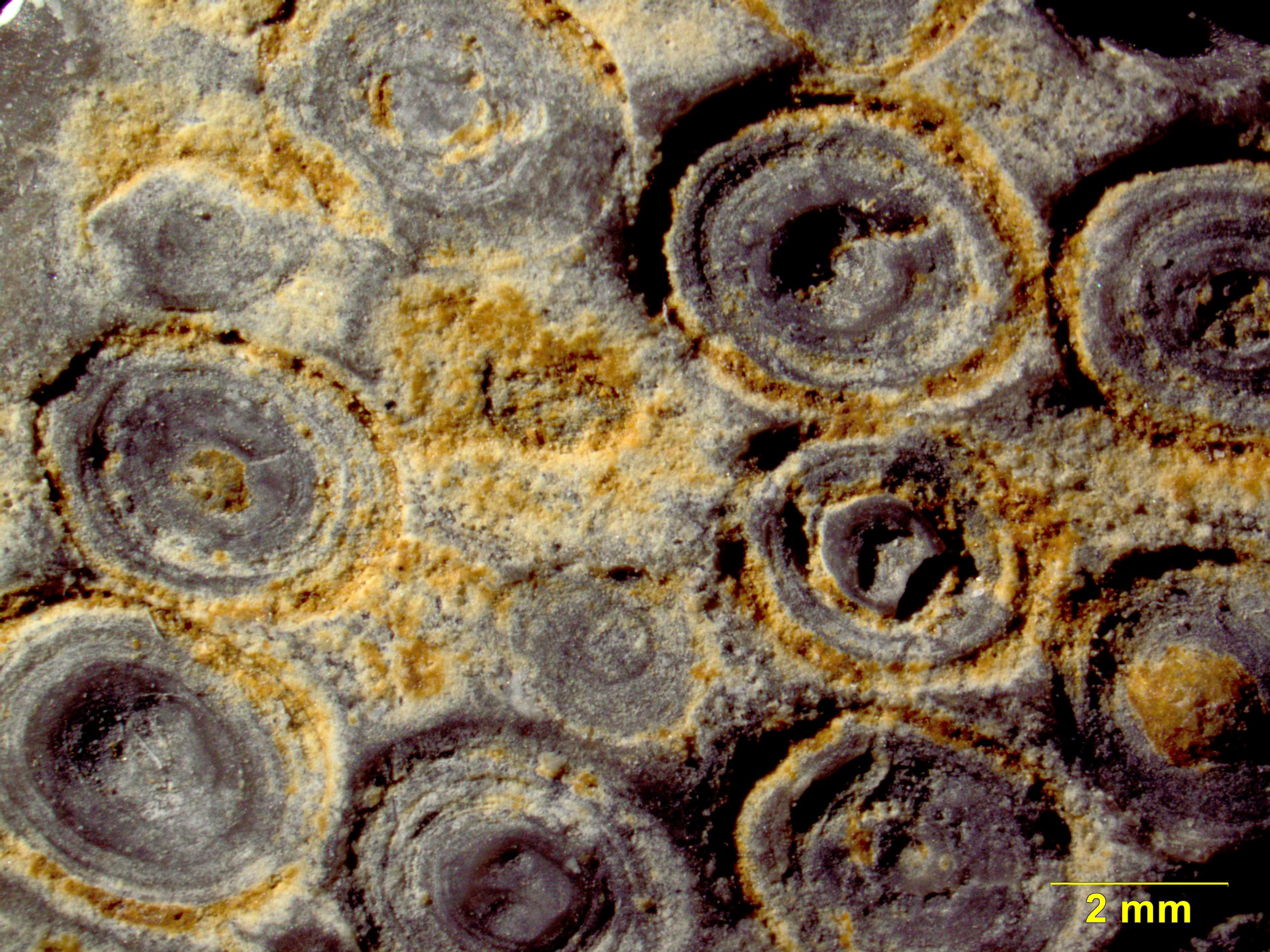
Foto de pisolitos cámbricos.

Una pisolito es una concreción subesférica de diámetro superior a 2 mm que es de estructura concéntrica y corresponde a un oolito grande.
 Pueden ser de composición calcárea, o estar formada de óxidos o hidróxidos.